# Zmizelá Praha (1945)
Zmizelá Praha byla série šesti knih, které vydalo Pražské nakladatelství V. Poláčka v letech 1945–1948. Nejednalo se o samostatnou edici, knihy vycházely v rámci edice Umělecké památky – II. řada. Prvních pět svazků série vyšlo v reedici v Nakladatelství Paseka v letech 2002–2003.

## Přehled svazků
| číslo | svazek edice           | autoři                                     | název                                            | počet stran              | rok vydání | reedice                 |
| ----- | ---------------------- | ------------------------------------------ | ------------------------------------------------ | ------------------------ | ---------- | ----------------------- |
| 1     | II. řada, svazek VI.   | V. V. Štech, Václav Vojtíšek, Zdeněk Wirth | Staré a Nové Město s Podskalím                   | 180                      | 1945       | 2002 ISBN 80-7185-497-2 |
| 2     | II. řada, svazek X.    | Cyril Merhout, Zdeněk Wirth                | Malá Strana a Hradčany                           | 154                      | 1946       | 2002 ISBN 80-7185-499-9 |
| 3     | II. řada, svazek XI.   | Hana Volavková                             | Židovské město Pražské                           | 152                      | 1947       | 2002 ISBN 80-7185-520-0 |
| 4     | II. řada, svazek XIII. | Emanuel Poche, Zdeněk Wirth                | Vyšehrad a okolí Prahy                           | 140                      | 1947       | 2002 ISBN 80-7185-546-4 |
| 5     | II. řada, svazek XVI.  | Zdeněk Wirth                               | Opevnění, Vltava a ztráty na památkách 1939–1945 | 168                      | 1948       | 2003 ISBN 80-7185-547-2 |
| 6     | II. řada, svazek VII   | Antonín Novotný                            | Grafické pohledy Prahy 1493–1850                 | 90 + 13 grafických listů | 1945       | zatím nevyšlo           |